# Tillyschanze (Münden)
Die Tillyschanze ist ein 25 Meter hoher Aussichtsturm auf der Anhöhe des bewaldeten Rabanenkopfes im Reinhardswald, etwa 90 Meter oberhalb von Hann. Münden in Niedersachsen. Er bietet eine Aussicht auf die Altstadt des Ortes.

## Lage

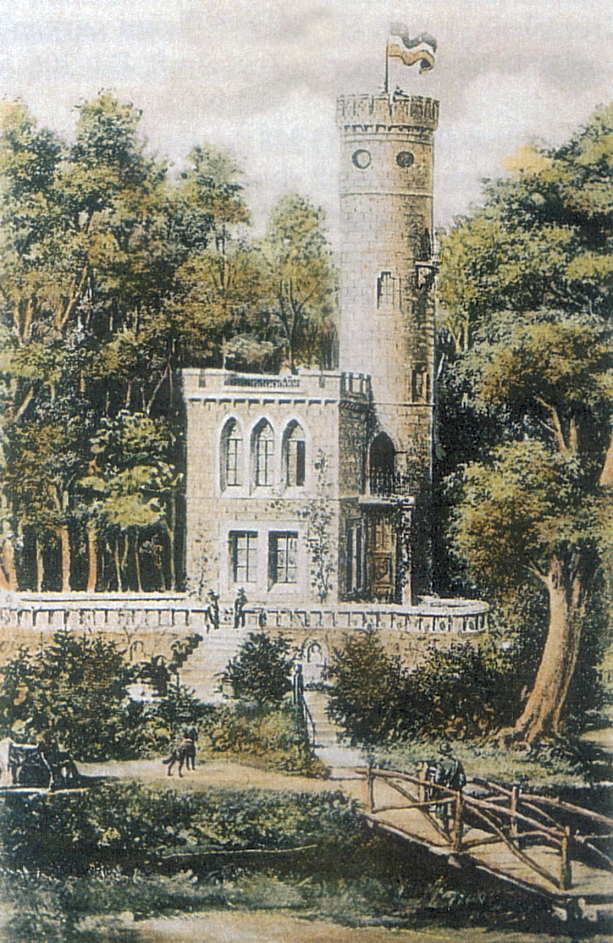
Zeitgenössische Darstellung kurz nach der Fertigstellung um 1890

Die Tillyschanze ist auf einem landschaftlich markanten und historisch bedeutsamen Bergvorsprung in einer Höhe von 215 m ü. NHN errichtet worden. Hier ließ der hessische Landgraf Heinrich Anfang des 14. Jahrhunderts, an der Grenze zur welfischen Stadt Münden, die Hesseburg erbauen. Die Burg wurde vom Erbauer nach etwa einem Jahr wieder abgerissen, um den Streit mit der Stadt Münden nicht eskalieren zu lassen. Erhalten geblieben ist der Burggraben, der die Tillyschanze umgibt. Bei Errichtung der Tillyschanze in den 1880er Jahren wurde auf die Erhaltung des alten Grabens geachtet.

## Baubeschreibung
Der Rundturm ist ein massiver Steinbau mit einer Wendeltreppe im Inneren. In einem zweistöckigen Anbau befinden sich eine Dachterrasse und zwei Turmzimmer, in denen ein Museum zur Turmgeschichte eingerichtet ist. Dort wird ein Relief des Mündener Bildhauers Gustav Eberlein gezeigt, das die Belagerung der Stadt 1626 durch die Truppen des Heerführers der Katholischen Liga Tillys während des Dreißigjährigen Krieges darstellt. Gegen ein geringes Entgelt kann der denkmalgeschützte Turm bestiegen und das Museum besichtigt werden. In einem Turmzimmer werden in den Sommermonaten standesamtliche Trauungen durchgeführt.

## Geschichte
Der Aussichtsturm wurde vom Turmbaukomitee, einer örtlichen Bürgerinitiative, von 1881 bis 1885 mit Spendenmitteln errichtet. Die Benennung erinnert an die Belagerung und anschließende Einnahme von Münden durch Tilly im Jahre 1626. Neuere Forschungen belegen, dass Tilly seine Kanonen nicht an dieser Stelle, sondern weit unterhalb am Ufer der Fulda aufgestellt hatte. Wahrscheinlicher ist, dass er diese Stelle zur Beobachtung der Stadt genutzt hat. Das Gelände der Tillyschanze wurde wegen seiner strategischen Lage 1760 und 1761 während des Siebenjährigen Krieges von den Truppen Herzog Ferdinands von Braunschweig-Wolfenbüttel als Kanonenstellung gegen französische Truppen genutzt. Dazu wurde eine Schanze mit einer Flankenbreite von etwa 40 Metern eingerichtet, die der Beschießung der Franzosenschanze auf dem gegenüberliegenden Questenberg diente. Geringe Bodenreste der Schanze finden sich noch im Bereich der heutigen Ausflugsgaststätte der Tillyschanze.
Dass das Gelände in früheren Zeiten militärisch genutzt wurde, ergaben Funde beim Aushub der Baugrube für den Bau des Aussichtsturms im Jahr 1881. Im Boden fanden sich Lanzen- und Pfeilspitzen, Steigbügel, Kanonen- und Gewehrkugeln sowie Gewehrteile, die als mittelalterlich bis frühneuzeitlich datiert wurden.

## Ausflugsgaststätte

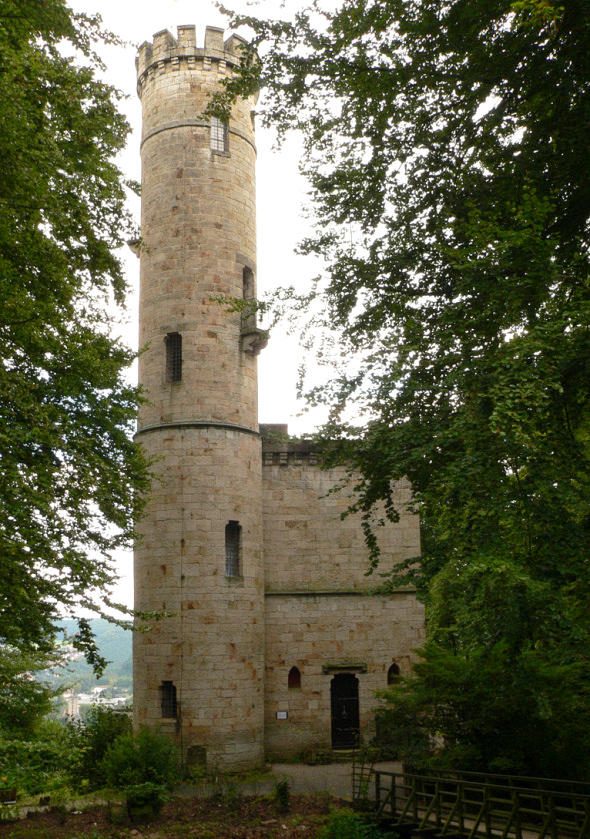
Der Turm von der Ausflugsgaststätte aus gesehen

Bereits bei Baubeginn wurde für ein Grundstück neben dem Turm eine Schankgenehmigung zur Verpflegung von Besuchern erteilt. Um 1900 entstand rund 20 Meter von der Tillyschanze entfernt ein Gaststättengebäude, das 1936 abbrannte. Die daraufhin neu erbaute Gaststätte war bis zur Schließung 1980 aufgrund von Umbauauflagen in Betrieb. Nach einer 15-jährigen Betriebspause übernahm 1995 ein neuer Eigentümer die Baulichkeiten und sanierte sie. Im Umfeld von Gaststätte und Aussichtsturm finden regelmäßig Veranstaltungen, wie Mittelalter- und Weihnachtsmärkte, statt.
Zwischen der Tillyschanze und der Gaststätte verläuft die Landesgrenze zwischen Hessen und Niedersachsen. Während der Turm auf niedersächsischem Gebiet steht, gehört die Gaststätte zum hessischen Gutsbezirk Reinhardswald.

## Kurioses
Laut Angaben des Hessischen Statistischen Landesamtes ist der Gutsbezirk unbewohnt. Allerdings leben zwei Einwohner in dem Gebiet, die die Gaststätte neben der Tillyschanze bis Herbst 2020 selbst betrieben haben. Beide Personen sind beim Forstamt in Reinhardshagen gemeldet, das für Verwaltungsangelegenheiten zuständig ist. Auch in anderen Verwaltungsangelegenheiten, wie Finanzen oder Gaststättenbetrieb, sind hessische Behörden zuständig. Da der Gutsbezirk bis 2015 keine Postleitzahl besaß, wurde er auch nicht mit Post beliefert. So richteten sich die beiden Einwohner ein Postfach in Hann. Münden ein. In ihrem Fahrzeugschein war dennoch eine Postleitzahl eingetragen, da der zuständige behördliche Computer ansonsten den Ausdruck verweigert hätte: 00000. Das Abwasser wird nach Niedersachsen abgeleitet. Das zuständige Wahllokal liegt im hessischen Reinhardshagen.
Im Dezember 2015 erhielt die Tillyschanze die Adresse Bierweg 1, 34346 Hann. Münden und wird seitdem auch mit Post beliefert.